# Expédition de Chitrâl
L’expédition de Chitral est une entreprise militaire menée en 1895 par l'Empire britannique, pour secourir la garnison assiégée au sein de la ville de Chitrâl. Celle-ci, composée de quatre cents hommes, est aux prises avec une troupe locale bien plus nombreuse et doit son salut à l'intervention combinée de deux troupes de renforts, l'une petite en provenance de Gilgit et l'autre venant de Pechawar. 

## Contexte
L'expédition de Gilgit s'inscrit dans le contexte plus large du Grand Jeu, la compétition géopolitique entre l'Empire britannique et l'Empire russe pour la domination de l'Asie Centrale et sur l'Empire des Indes, aux confins avec les frontières de l'Empire chinois. Chitrâl est alors l'un des derniers endroits dont le contrôle est incertain. Surtout, pour les Britanniques, c'est une voie d'accès potentielle en cas d'agression russe contre les Indes. La région est alors méconnue, située aux marges des différentes zones d'influence chinoise, russe et britannique. De ce fait, les autorités des Indes envoient différents officiers, dont George W. Hayward ou Robert Shaw pour l'explorer.
Le 18 juillet 1870, Hayward est capturé et assassiné, sans que le degré d'implication du dirigeant de Chitrâl soit connu. À partir de 1871, les Russes envoient des explorateurs dans le massif du Pamir. Vers 1889, certains pénètrent dans la région de Chitrâl mais également dans la principauté d'Hunza. Ainsi, Gabriel Bonvalot pénètre dans la cité de Chitrâl. Cette dernière est sous la protection du Maharaja du Cachemire et s'intègre donc dans la sphère d'influence britannique, même s'il n'existe aucune présence britannique. En 1877, conscients de la nécessité d'être plus présents, les Britanniques installent une garnison à Gilgit puis occupent la région d'Hunza en 1891. 
De 1857 à 1892, le dirigeant de Chitrâl est Aman ul-Mulk de la dynastie Katoor. À sa mort, l'un de ses fils, Afzal ul-Mulk, s'empare du trône et tue plusieurs de ses beaux-frères. Le frère d'Aman ul-Mulk, Sher Afzal, en exil à Kaboul, profite de cet intermède du pouvoir pour revenir secrètement à Chitrâl avec quelques partisans et fait assassiner Afzaz. Un autre prétendant, réfugié chez les Britanniques, Nizam al-Mulk s'avance également depuis Gilgit avec de plus en plus de soutiens. Sher décide alors de s'enfuir à nouveau pour l'Afghanistan, laissant le pouvoir à Nizam, alors soutenu par les Britanniques qui en profitent pour installer un résident permanent, Bertrand Gordon, à Chitrâl. Toutefois, il ne faut qu'un an pour que Nizam soit assassiné sur ordres de son frère, Amir ul-Mulk. Dans le même temps, Umra Khan, chef tribal de Bajaur, marche avec 3 000 hommes vers Chitrâl, soit pour aider Amir, soit pour le remplacer. De son côté, le major britannique George Scott Robertson basé à Gilgit rassemble 400 hommes et marche lui aussi sur Chitrâl et menace Umra Khan de lancer une expédition depuis Pechawar s'il ne se replie pas. Amir commence alors à négocier avec Umra Khan, ce qui déplaît à Robertson qui le fait remplacer par son jeune frère, Shuja al-Mulk. Dans cette situation très confuse, Sher Afzul fait aussi son retour, peut-être dans l'intention de reprendre le trône tout en abandonnant une partie du territoire de Chitrâl à Umra Khan. Robertson est alors de plus en plus isolé et décide de se barricader dans la forteresse de la ville, tandis qu'Umra Khan et Sher Afzul sont en chemin.

## Siège de Chitrâl

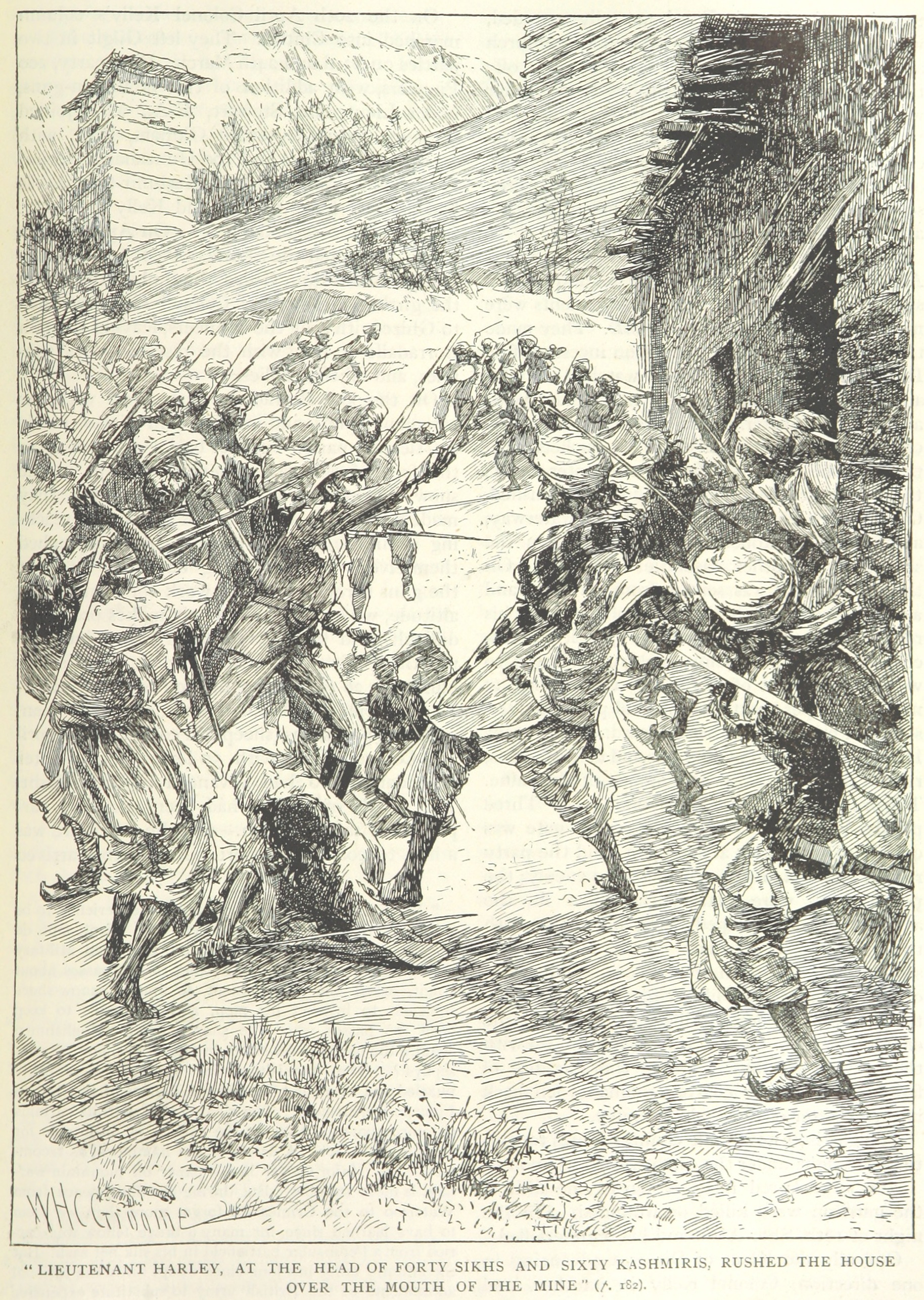
Livre britannique illustrant l'attaque de la mine.

Le fort de Chitrâl est fait de pierre, de bois et de terre, avec des murs de sept mètres de haut et 2,5 mètres d'épaisseur. Il comprend une petite voie couverte qui permet d'accéder à la rivière et donc d'être approvisionné en eau. Quand les Britanniques décident de s'y barricader, ce sont 543 personnes qui s'y massent, dont 343 sont des combattants et, parmi eux, cinq officiers britanniques. Les unités présentes sont le 14th Sikhs et un détachement plus large d'infanterie cachemiri. Un soutien d'artillerie est fourni par deux canons de montagne de 7 livres qui disposent de 80 munitions. Pour l'infanterie, les cartouches manquent et sont au nombre de 300 par soldat, tandis que la nourriture permet de soutenir un siège d'un mois. Quelques arbres et bâtiments bordent directement les remparts, tandis que les collines alentour permettent à des snipers ennemis de menacer des soldats à découvert dans l'enceinte du fort. Le commandement militaire est assuré par le capitaine Charles Townshend. 
Le 3 mars, un détachement est envoyé pour connaître les forces ennemies mais il essuie de lourdes pertes, avec 23 morts et 33 blessés. L'officier Harry Frederick Whitchurch s'illustre en portant assistance aux blessés, ce qui lui vaut la Victoria Cross. Au même moment, une petite force de renfort venant de Gilgit est vaincue, tandis que ses munitions et ses explosifs sont pris. Le 5 avril, les forces de Chitrâl sont à une cinquantaine de mètres des remparts. Le 7 avril, elles tentent de mettre le feu à la tour sud-ouest, qui brûle pendant cinq heures sans s'effondrer. Quatre jours plus tard, elles creusent un tunnel sous les remparts pour y placer des explosifs et les faire s'effondrer. Le tunnel part d'une habitation où est organisée une fête bruyante pour couvrir les bruits des mineurs. Quand ceux-ci sont entendus, il est trop tard pour que les assiégés creusent une contre-mine. L'ordre est donné à une centaine d'hommes de mener une sortie depuis la porte orientale. Bousculant l'adversaire, ils trouvent l'entrée du tunnel et tuent les mineurs avant de faire sauter le tunnel, n'ayant perdu que huit hommes dans l'opération. La nuit du 18 avril, un homme se présente près des remparts et crie que les assiégeants se sont enfuis. Le lendemain matin, une troupe lourdement armée sort pour constater qu'il dit vrai. Le 20 avril, la force de renforts menée par Kelly rentre dans Chitrâl et porte secours aux assiégés, alors très affaiblis. Au total, ils ont perdu 41 hommes.

## Expéditions de secours

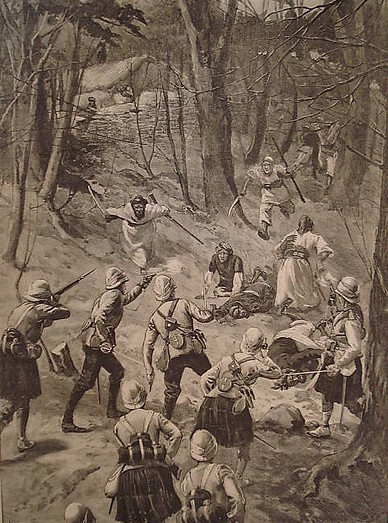
Illustration d'une embuscade.

Quand les Britanniques apprennent la situation périlleuse de Robertson, ils décident rapidement d'envoyer des renforts. Des troupes se rassemblent à Pechawar mais elles pensent d'abord qu'elles bénéficieront de l'aide d'Umra Khan et ne se pressent donc pas. Toutefois, les rapports de situation mettent en exergue l'urgence de la situation et le colonel James Graves Kelly, basé à Gilgit, reçoit l'ordre d'intervenir. Avec le peu de temps dont il dispose, il regroupe quatre cents Sikhs du génie, quarante sapeurs cachemiris et deux canons de montagne, ainsi que 900 irréguliers Hunzas, qui savent se déplacer en montagne. Des porteurs sont également mobilisés. L'avantage de ce détachement est la surprise car, à Chitrâl, personne ne soupçonne qu'il s'apprête à partir, alors même que la fin de l'hiver semble peu propice à la marche d'autant d'hommes dans les montagnes, sur près de 250 kilomètres. Kelly part de Gilgit le 23 mars et remonte la vallée, atteignant les premières neiges le 30 mars à 3 000 mètres d'altitude. Les porteurs décident alors de déserter avec leurs mules mais ils sont rapidement rattrapés et mis sous bonne garde. Le principal obstacle est alors la passe de Shandur, à 3 600 mètres, qui nécessite de progresser avec de la neige jusqu'à la taille, ce qui complique fortement le convoyage des deux canons de montagne, tirés sur des traîneaux du 1er avril au 5 avril. Le 6 avril, les Chitrâlis ont enfin conscience du danger qui les approche. Des escarmouches se produisent et, le 13 avril, la force de Kelly a délogé plusieurs positions ennemies sur son chemin ; à tel point que le 18 avril, toute force adverse semble avoir disparu.
À Pechawar, ce sont 15 000 soldats qui sont placés sous le commandement du Major Général Robert Low, assisté du Brigadier Général Bindon Blood. Cette armée part une semaine après Kelly et son avancée est décrite notamment par Francis Younghusband, qui sert de correspondant pour le London Times. Le 3 avril, elle s'empare de la passe de Malakand, défendue par 12 000 soldats ennemis. Deux autres engagements interviennent le 5 avril puis le 13 avril. Le 17 avril, les hommes d'Umra Khan s'apprêtent à défendre le palais de ce dernier à Munda mais, conscients de leur infériorité numérique, ils se débandent. Au sein des bâtiments, les Britanniques trouvent une lettre d'une entreprise écossaise qui propose la vente de mitrailleuses Maxim pour 3 700 roupies et des revolvers pour 34 roupies. Cette entreprise est immédiatement expulsée des Indes. Le 20 avril, jour de l'entrée de Kelly à Chitrâl, Low traverse encore la passe de Lowari. Si Kelly s'est montré plus rapide, l'ampleur de la force mobilisée par Low a certainement joué un rôle dans la dispersion des troupes ennemies. Finalement, c'est Younghusband, parti seul, qui arrive le premier à Chitrâl.

## Suites
Vaincu, Umra Khan fuit avec onze mules chargées des trésors qu'il possède et rejoint l'Afghanistan. De son côté, Sher Afzul est exilé en Inde. Robertson est fait chevalier commandeur de l'Ordre de l'Étoile d'Inde, tandis que Kelly devient l'aide de camp personnel de la Reine et est fait compagnon de l'ordre du Bain. Plusieurs médailles sont attribuées à des soldats et officiers, dont une Victoria Cross, tandis que des primes exceptionnelles sont versées aux participants du siège. Sur un plan matériel, il est envisagé la construction d'une route de Pechawar à Chitrâl, qui se heurte au coût de l'opération et à l'usage possible par les Russes. En revanche, la présence britannique à Chitrâl est renforcée, avec deux bataillons et deux autres pour contrôler la passe de Malakand, aboutissant à l'annexion de fait de la région à l'Empire des Indes. C'est l'une des dernières opérations du Grand Jeu, alors même que les Russes auraient projeté de s'emparer de la ville et de ses alentours en cas d'échec britannique.

## Sources
- Peter Hopkirk, Le Grand Jeu, officiers et espions en Asie centrale, Payot, 2022 (ISBN 2228930903)
- (en) George Scott Robertson, Chitral; the Story of a Minor Siege, KCSI, Methuen Publishing, 1898
- (en) Harry Craufuird Thomson, The Chitral Campaign: A Narrative of Events in Chitral, Swat and Bajour, Heinemann Publishers, 1895